# Esparta (kommun i Honduras)
Esparta är en kommun i Honduras.   Den ligger i departementet Atlántida, i den centrala delen av landet, 180 km norr om huvudstaden Tegucigalpa. Antalet invånare är 15 486. Arean är 398 kvadratkilometer.
Terrängen i Esparta är varierad.